# محمود شاهرخی
محمود شاهرخی(۱۳۰۶ بم-۱۳۸۸ تهران) دانش‌آموختهٔ علوم اسلامی و شاعر معاصر ایرانی بود. تخلص شعریش جذبه بود. وی در حوزه علمیه نجف و مدرسه فیضیه درس خوانده‌بود. و در سال ۱۳۸۱ به عنوان چهره ماندگار انتخاب شد و علاقه‌ی خاصی به متون عرفانی به ویژه عطار داشت. شعر او به نام «دلیران و مردان ایران‌زمین»، علی‌رغم ارزش کم ادبی و تقلیدی بودن، در کتاب فارسی دهم چاپ شد و طعن و لعن بسیاری از دانش‌آموزان را برانگیخت.

## زندگی
محمود شاهرخی در سال ۱۳۰۶، در بم از توابع استان کرمان به دنیا آمد. وی مادرش عمومی بود، منتسب به میرزا حسین ملقب به رونق علی کرمانی است و دوران کودکی و تحصیلات ابتدایی را در بم گذراند و تحصیلات متوسطه را در کرمان و یزد به پایان برد.
پس از آن در مدرسه معصومیه کرمان، که خاص طلاب علوم دینی است به فراگرفتن مقدمات زبان عربی پرداخت.
شاهرخی در همان زمان با سید محمد و متخلص به مجذوب از اهالی یزد که برای وعظ و خطابه به بم آمده بود آشنا شد و سر انجام به همراه او، به یزد رفت و در خانه او ساکن شد و در مدرسه خان یزد به ادامه تحصیل پرداخت و دختر او را به عقد خود درآورد.
شاهرخی پس از آن برای مدتی در یزد به تحصیل اشتغال داشت و سپس به نجف رفت و در مدرسه کبرای آخوند خراسانی اقامت گزید و به تحصیل ادامه داد. شاهرخی پس از چندی به علت ضعف مزاج و هوای نامساعد نجف، به بیماری ریه مبتلا شد و ناگزیر به ایران مراجعت کرد و در فیضیه قم به تحصیل پرداخت، سپس به علت تشدید بیماری به تهران آمد و در یکی از آسایشگاه‌ها بستری شد. او پس از بهبود و سلامتی، درگیر امور معیشتی شد و به همین علت از کسوت طلبگی بیرون آمد و در بخش خصوصی به فعالیت پرداخت.
شاهرخی پس از پیروزی انقلاب اسلامی ایران، همکاری خود را با صدای جمهوری اسلامی آغاز کرد و به نوشتن مقالات و برنامه‌هایی با عناوین «تا به خلوتگاه خورشید»، «تا به سرمنزل عنقا»، «سیری به پای دل» و «نوای نی» در زمینه ادب و عرفان پرداخت. شعرهای «شاهرخی» پس از پیروزی انقلاب به صورت پراکنده در بیشتر مطبوعات کشور، جُنگ‌های ادبی و مجموعه شعرهای مختلف گردآوری شده، انتشار یافته است. او از زمره شاعرانی بود که پس از آغاز جنگ ایران و عراق، بسیاری از شعرهای خود را در موضوع جنگ سرود و در شب‌های شعر دفاع و مقاومت و همایش‌های سراسری شعر حضور گسترده داشت.
او در طول فعالیت خود، با بسیاری از مراکز ادبی و فرهنگی از جمله حوزه هنری، صدا و سیمای جمهوری اسلامی ایران، شورای عالی شعر مرکز موسیقی صدا و سیما، اداره کل فرهنگ و ارشاد اسلامی استان تهران همکاری داشته و عضو شورای وزارت فرهنگ و ارشاد اسلامی بود. از آشنایان و همکاران مشهور او می توان به مهرداد اوستا، مشفق کاشانی، سپیده کاشانی و... اشاره داشت.
جذبه بیشتر قالب‌های کلاسیک را در سرودن تجربه کرد. محمود شاهرخی سرانجام در بیست و پنجم آبان ماه سال ۱۳۸۸ در سن ۸۲ سالگی در بیمارستان عرفان تهران درگذشت.

## آثار
بخشی از آثار محمود شاهرخی:
- در غبار کاروان، مجموعه شعر
- داغ شقایق‌ها، مجموعه شعر، گزینه شعر جنگ، حوزه هنری، دفتر ادبیات مقاومت، ۱۳۷۳
- تجلی عشق، مثنوی، کنگره بزرگداشت سرداران شهید سپاه، ۱۳۷۶
- گزیده ادبیات معاصر، مجموعه شعر، شماره ۲۱، انتشارات نیستان، ۱۳۷۸
- گلبانگ عاشقانه، ترجمه مشارق انوار القلوب و مفاتح اسرار الغیوب، تألیف ابوزید عبدالرحمن بن محمد انصاری قیروانی، با مقدمه هلموت ریتر، مترجم، محمود شاهرخی، انتشارات دریا، زمستان ۱۳۸۰
- ده‌ها مجموعه شعر گردآوری شده در موضوعات انقلاب، خمینی، جنگ ایران و عراق و امامان شیعه که با همکاری مشفق کاشانی فراهم آمده است.
- ترانه‌ی گل می‌روید، با صدای عباس بهادری.

## نمونه اشعار
اعجاز درد
یک جرعه درد بود، نیازی که داشتم
شد کارساز سوز و گدازی که داشتم
رقصان شدند پردگیان حریم قدس
از سوی عشق و نغمه ی سازی که داشتم
پایم ز پویه ماند، ولی عشقِ طُرفه کار
کوتاه کرد راه درازی که داشتم
چون در میان مسجدیان مَحرمی نبود
گفتم به پیر میکده رازی که داشتم
تا شد رواق ابروی جانانه قبله ام
معراج قرب گشت نمازی که داشتم
چون شیخ شهر دعوی تقوا نمی کنم
عینِ حقیقت است مجازی که داشتم
در تنگنای لفظ محال است شرح عشق
بخشای بر فرود و فرازی که داشتم
محمود گرچه نام من آمد ولی دریغ
غم بود در زمانه ایازی که داشتم